# 派克維爾鎮區 (北卡羅萊納州韋恩縣)
派克維爾鎮區（英語：Pikeville Township）是位於美國北卡羅萊納州韋恩縣的一個鎮區。

## 地方資料
派克維爾鎮區的面積為49.98平方千米，皆為陸地。根據2020年美國人口普查的數據，當地共有人口3324人，而人口密度為每平方千米66.51人。